# Aguapen EP
AGUAPEN E.P. es una empresa pública municipal mancomunada de los gobiernos autónomos descentralizados municipales de los cantones Santa Elena, Salinas y la Libertad”. “Tiene como objetivo realizar servicios públicos de alcantarillado sanitario, alcantarillado pluvial, tratamiento de aguas servidas, de agua potable, de recolección y reciclaje de desechos sólidos en la península de Santa Elena.

## Historia
En la presidencia del Dr. Jamil Mahuad, empleando la ley del Consejo Nacional de Modernización (CONAM), se formó Aguapen S.A. (Agua de la
Península S.A.), constituida a través de escritura pública el 14 de diciembre de 1999 e inscrita en el Registro Mercantil el 20 de enero del 2000. Entre los objetivos para la cual fue creada están: realizar tratamiento de aguas servidas, tratamiento de agua potable, prestar servicio público de alcantarillado sanitario, alcantarillado pluvial, recolectar y reciclar desechos sólidos por los cantones de Santa Elena, La Libertad y Salinas de la Provincia de Santa Elena.
La empresa inicia el proceso de conformación de la Mancomunidad integrada por los tres cantones peninsulares, la misma que fue publicada en el registro oficial con fecha 9 de mayo de 2012 y el 16 de octubre del mismo año, con el Registro oficial No 810 se publica el estatuto de constitución de la Empresa Pública Municipal Mancomunada, otorgándole 120 días para dictar los reglamentos al que se refería dicho estatuto, constituyéndose en el mes de febrero del 2013, la Empresa Pública Municipal Mancomunada de Agua Potable, Alcantarillado Sanitario, Pluvial, Depuración y Aprovechamiento de Aguas Residuales y Saneamiento AGUAPEN EP.